# حقي الشبلي
حقي الشبلي ولد في بغداد عام 1913، يعتبر رائد الحركة المسرحية في العراق، قام بأول دور تمثيلي في عام 1926 في فرقة جورج أبيض المصرية. وهو مؤسس أول فرقة مسرحية عراقية في عام 1927 باسم الفرقة التمثيلية الوطنية، وكان ممن مثل معه الأستاذ أحمد حقي الحلي، والفنان محمد القبانجي والفنان عزيز علي والفنان نوري ثابت، وفائق حسن وحافظ الدروبي. وفي عام 1931 أسس فرقة تحمل اسمه، وأسس قسم المسرح في معهد الفنون الجميلة بعد أن كان معهداً خاصاً بالموسيقى فحسب عندما أسسه الموسيقار محي الدين شريف. ثم صار الشبلي رئيساً لقسم المسرح ومدرساً فيه ثم عميداً لمعهد الفنون الجميلة، درس المسرح في باريس عام 1935. ولقد ساهم في تأسيس معهد الفنون الجميلة في منتصف عقد الأربعينات من القرن العشرين، تقاعد في عام 1976، توفي عام 1985.
 

## إنجازاته
كما أسس شركة سومر للسينما المحدودة وأنتجت فيلمين في عهده، وصار أول مدير عام لمصلحة السينما والمسرح وأُنتجت في عهده العديد من الأفلام السينمائية منها الفن والجابي وشايف خير، ثم أصبح نقيباً للفنانين وفي عهده أصبح عدد منتسبي النقابة يربو على ثلاثة آلاف فنان وفنانة.. على مدى مسيرته الفنية حاز الفنان حقي الشبلي على العديد من الجوائز الفنية العراقية والعربية لعل أبرزها تكريمه في تونس عام 1983 كرائد عربي من رواد فن المسرح، وفي الكويت كرم عام 1984 من فرقة مسرحية كويتية رشحته كنقيب لفناني أقطار الخليج.

## بعثاته
وهو أول فنان عراقي يرحل إلى مصر ضمن إيفاد حكومي للإطلاع على الحركة الفنية في مصر واستلهام التجربة بما يغني الحركة الفنية في العراق.. فذهب لعام كامل إلى مصر اكتشف فيها أصول ومبادئ الفن في مصر الذي كان مزدهراً آنذاك.. وقد جاء الإيفاد بمساعدة الفنانة المصرية فاطمة رشدي التي انتهزت وجود الملك فيصل الأول في حفل لها قدمت فيه مسرحية من مسرحياتها وطلبت منه أن يسهل أمر الشبلي في الذهاب معهم إلى مصر ليطلع على النهضة المسرحية هناك وقد أوفد الشبلي فعلاً بعد لقاء فاطمة بالملك فيصل.. وبذلك يكون أول فنان عراقي يوفد إلى مصر وقيل عن علاقته بفاطمة رشدي أن هناك وداً جمع بينهما. كما أرسل إلى فرنسا أواسط الثلاثينيات من القرن الماضي ليدرس فن المسرح لأربع سنوات وعند عودته قدم طلباً إلى وزير المعارف ليؤسس قسم المسرح في معهد الفنون وبذلك حول معهد الموسيقى إلى معهد لكل الفنون فجاء جواد سليم وأسس قسم النحت وفائق حسن وأسس قسم الرسم.. وقد دخلت أول مجموعة إلى معهد الفنون الجميلة في عام 1945 وكان من أبرز طلابها الفنان الراحل جعفر السعدي والراحل إبراهيم جلال والراحل جاسم العبودي والشاعرة نازك الملائكة والروائية ديزي الأمير والفنان اسعد عبد الرزاق وغيرهم.

## أعماله السينمائية
- فيلم (القاهرة بغداد) عام 1947 - القصة: حقي الشبلي ويوسف جوهر - إخراج: أحمد بدرخان - بطولة: حقي الشبلي - ومديحة يسري - وعفيفة إسكندر - سلمان الجوهر - إبراهيم جلال - بشارة واكيم وآخرون، بحيث كان هذا الفيلم إنتاج عراقي - مصري مشترك، مثل فيه عدد كبير من الفنانين العراقيين والمصريين، وصورت أغلبية مشاهده في العراق ومصر.
- فيلم (النهر) عام 1977 - القصة: محمد شاكر السبع - إخراج: فيصل الياسري، تمثيل: حقي الشبلي - سامي قفطان - سوسن شكري - قائد النعماني - حاتم سلمان.